# Palistin
Palistin, Patin  ou Walistin est un royaume syro-hittite situé au nord de la Syrie contemporaine et au sud de la province turque de Hatay. Son existence est attestée par la découverte de plusieurs inscriptions qui mentionnent, Taita, roi de Palistin. Sa capitale est Kinalua, sans doute sur le site de Tell Tayinat. 

## Histoire
Palistin est l'un des États syro-hittites qui ont émergé en Syrie après l'effondrement de l'âge du bronze tardif. Il remonte au moins du XIe siècle av. J.-C. et est connu principalement par les inscriptions de son roi Taita et de sa femme. Le royaume a émergé peu de temps après l'effondrement de l'empire hittite dont il est l'un des États successeurs, et il a englobé une zone relativement étendue, s'étendant au moins de la vallée d'Amouq (en) à l'ouest, d'Alep à l'est à jusqu'à Mhardeh et Shaizar dans le sud.

## Vestiges et inscriptions archéologiques
Les fouilles menées à Tell Tayinat dans la province turque de Hatay, qui est peut-être la capitale de Palistin, ont révélé deux colonies, la première étant une communauté agricole égéenne de l’âge du bronze et la seconde une ville syro-hittite de l’âge du fer construite au-dessus de la colonie agricole égéenne. Une inscription découverte sur le site en 1936 montre que Palistin est l'équivalent de Walistin.

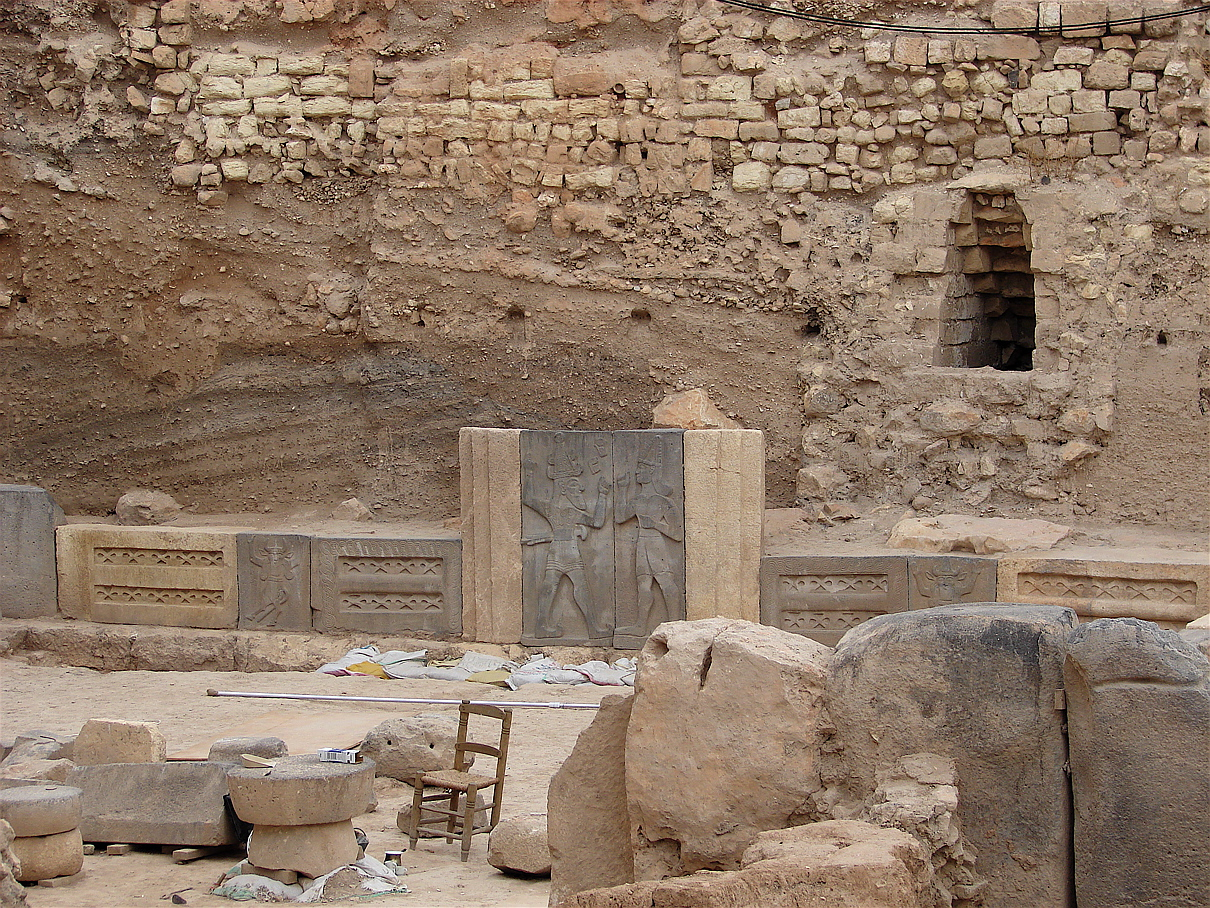
Image en relief du roi Taita (à droite du panneau central), temple d'Hadad, citadelle d'Alep (en 2010)

Le nom de Palistin est également gravé dans une stèle de Shaizar, monument funéraire de la reine Kupapiya, épouse de Taita. Une autre stèle, découverte à Mhardeh, pourrait bien être le monument funéraire du roi Taita. Les deux stèles mentionnent le nom de Taita et invoquent une « reine divine du pays », peut-être la déesse Kubaba. Plus important encore, en 2003, une statue du roi Taita portant son nom en louvite a été exhumée lors de fouilles menées par l'archéologue allemand Kay Kohlmeyer (de) dans la citadelle d'Alep.

## Relations hypothétiques avec les Philistins
Alors que le spécialiste de l'hittitologie John David Hawkins a initialement donné deux transcriptions des inscriptions d'Alep, « Wadasatini » et « Padasatini », une lecture ultérieure a suggéré une troisième interprétation possible: Palistin. La similitude entre Palistin et des noms désignant les Philistins, tels que le « Peleset » égyptien et le « Plištim »  hébraïque (פְּלִשְׁתִּים), a conduit les archéologues Benjamin Sass et Kay Kohlmeyer à supposer un lien entre les deux. Il a été suggéré que Kunulua soit un lieu d'origine des Philistins.
Gershon Galil suggère que le roi David arrêta l'expansion des Araméens en Terre d'Israël en raison de son alliance avec les rois philistins du sud, ainsi qu'avec To'i, roi de Hamath (en) (mentionné dans la Bible), qui est identifié à Taita II, roi de Palistin. Selon Galil, huit inscriptions ont récemment été relevées sur différents sites, montrant l'existence d'un grand royaume appelé Palistin dans cette région, qui comprenait les villes de Hamath, Alep et Carchemish.
Le lien proposé entre Palistin et Philistins reste controversé. Selon Trevor Bryce, le lien entre les Philistins bibliques et le royaume de Palistin reste une hypothèse et de nouvelles fouilles sont nécessaires pour établir un tel lien. Les inscriptions de Shaizar et de Meharde conservent apparemment l'ethnonyme Walistin et il n'existe d'explication claire pour l'alternance entre le caractère Wa- ici et Pa- dans les inscriptions d'Alep.
Si certaines théories concernant les peuples de la mer indiquent une provenance de la région égéenne, rien ne prouve que les artefacts syro-hittites de Tell Tayinat, graphiques ou philologiques, établissent un lien avec des civilisations égéennes connues. Au contraire, la plupart des découvertes à Tell Tayinat montrent des éléments typiquement louvites. 
Premièrement, les habitants syro-hittites utilisaient principalement des céramiques lisses à engobe rouge, ce qui est totalement différent de la poterie égéenne employée par la communauté agricole de l'époque antérieure. Et deuxièmement, les noms des rois de Palistin et des rois de l'État successeur de Pattin (en) sont également hittites, bien qu'il n'existe aucune preuve d'un lien direct entre Taita et l'ancienne maison royale hittite. Sur la base de preuves matérielles et de parallèles épigraphiques, il a été suggéré que des Philistins se soient installés à Kinalua, vivant aux côtés des habitants indigènes, avant de s'assimiler à la population louvite, qui est devenu un État néo-hittite caractéristique, à l’exception de son nom, qui était tout ce qui restait des premiers colons de l'âge du fer.